# Cincinnati
Cincinnati là thành phố ở miền tây nam Ohio, Hoa Kỳ nằm bên cạnh sông Ohio và vùng Bắc Kentucky. Nó là quận lỵ của quận Hamilton6. Theo Thống kê Dân số năm 2000, Cincinnati có dân số 331.285, có nghĩa Cincinnati là thành phố lớn thứ ba của Ohio.
Cincinnati được coi là "boomtown" đầu tiên của Mỹ, từ đầu thế kỷ 19, khi nó mở mang rất nhanh ở trung tâm quốc gia để cạnh tranh các thành phô lớn ở vùng biển về dân số và giàu có. Là thành phố nội địa lớn đầu tiên trong nước, đôi khi nó được gọi là thành phố hoàn toàn Mỹ đầu tiên, không có ảnh hưởng châu Âu mạnh như ở vùng biển đông, nhưng vẫn giữ nhiều đặc tính của những thành phố cũ ở Âu Châu do các nhập cư, phần lớn là người gốc Đức. Tuy nhiên, vào cuối thế kỷ, Cincinnati đã hết mở mang nhanh chóng, và nó bị nhiều thành phố nội địa khác vượt qua theo dân số, nhất là Chicago.

## Tên gọi
Thành phố này cũng được gọi tên hiệu "The Queen City" (Thành phố Nữ vương), "The Blue Chip City", "Cincinnata", "The Big Onion" (Củ hành Lớn), và "Zinzinnati" (chỉ đến gốc Đức của thành phố). Tên nó cũng được gọi tắt là "Cincy", "Cinci", "Cinti", hay "the 'Nati".
Cincinnati cũng được gọi City of Seven Hills (Thành phố Bảy Đồi), nhưng tên này không còn miêu tả thành phố. Thật vậy, tại vì có nhiều hơn bảy đồi ở Cincinnati ngày nay. Ngày xưa, khi thành phố nhỏ hơn, số tháng 6 năm 1853 của West American Review miêu tả và liệt kê bảy đồi rõ ràng trong bài "Article III -- Cincinnati: Its Relations to the West and South". Các đồi này làm thành hình lưỡi liềm chung quanh thành phố: núi Adams, Walnut Hills, núi Auburn, đồi Đường Vine, Fairmont (nay là Fairmount), núi Harrison, và đồi College.
Tên hiệu Porkopolis được đặt cho thành phố vào khoảng 1835, khi Cincinnati là vùng nuôi heo lớn của nước Mỹ. Được gọi Queen of the West (Nữ vương miền Tây) bởi Henry Wadsworth Longfellow (tuy tên này được sử dụng lần đầu tiên trong tờ báo địa phương năm 1819), Cincinnati là đoạn quan trọng trên trong hệ thống Đường Sắt Ngầm (Underground Railroad), hệ thống này giúp những người nô lệ trốn khỏi miền Nam vào thời trước Nội chiến Hoa Kỳ.

## Địa lý và khí hậu
Cincinnati nằm thuộc miền tây nam Ohio, tại tọa độ 39°8′10″B 84°30′11″T / 39,13611°B 84,50306°T (39,136160, −84,503088).1 Theo Cục Thống kê Dân số Hoa Kỳ, thành phố có tổng diện tích là 206,1 km² (79,6 dặm vuông). Trong đó, 201,9 km² (78,0 dặm vuông) là đất và 4,1 km² (1,6 dặm vuông hay 2,01%) là nước.
Cincinnati toạ lạc tại bờ Bắc của Sông Ohio, gần đoạn sông này hợp lưu với các sông Miami, Miami nhỏ, và Licking. Trung tâm của thành phố được xây trên một lưu vực với các khu dân cư trải lên tận các ngọn đồi phía trên. Độ cao trung bình là 147 m (482 foot). Thành phố có khí hậu lục địa chịu ảnh hưởng bởi các luồn không khí lạnh từ phía Bắc và không khí ấm từ Vịnh Mexico, tạo ra thời tiết hay thay đổi. Nhiệt độ trung bình cao vào tháng Giêng là 3 °C (37 °F) và trung bình thấp là −7 °C (20 °F); trung bình cao vào tháng 7 là 30 °C (86 °F) và trung bình thấp là 18 °C (65 °F). Lượng mưa trung bình mỗi năm là 1.050 mm (41 inch) với lượng mưa từ tháng 3 đến tháng 7 nhiều hơn các tháng khác.
| Dữ liệu khí hậu của Cincinnati, Ohio (Sân bay quốc tế Cincinnati/Bắc Kentucky) 1981−2010, cực độ 1871−nay | Dữ liệu khí hậu của Cincinnati, Ohio (Sân bay quốc tế Cincinnati/Bắc Kentucky) 1981−2010, cực độ 1871−nay | Dữ liệu khí hậu của Cincinnati, Ohio (Sân bay quốc tế Cincinnati/Bắc Kentucky) 1981−2010, cực độ 1871−nay | Dữ liệu khí hậu của Cincinnati, Ohio (Sân bay quốc tế Cincinnati/Bắc Kentucky) 1981−2010, cực độ 1871−nay | Dữ liệu khí hậu của Cincinnati, Ohio (Sân bay quốc tế Cincinnati/Bắc Kentucky) 1981−2010, cực độ 1871−nay | Dữ liệu khí hậu của Cincinnati, Ohio (Sân bay quốc tế Cincinnati/Bắc Kentucky) 1981−2010, cực độ 1871−nay | Dữ liệu khí hậu của Cincinnati, Ohio (Sân bay quốc tế Cincinnati/Bắc Kentucky) 1981−2010, cực độ 1871−nay | Dữ liệu khí hậu của Cincinnati, Ohio (Sân bay quốc tế Cincinnati/Bắc Kentucky) 1981−2010, cực độ 1871−nay | Dữ liệu khí hậu của Cincinnati, Ohio (Sân bay quốc tế Cincinnati/Bắc Kentucky) 1981−2010, cực độ 1871−nay | Dữ liệu khí hậu của Cincinnati, Ohio (Sân bay quốc tế Cincinnati/Bắc Kentucky) 1981−2010, cực độ 1871−nay | Dữ liệu khí hậu của Cincinnati, Ohio (Sân bay quốc tế Cincinnati/Bắc Kentucky) 1981−2010, cực độ 1871−nay | Dữ liệu khí hậu của Cincinnati, Ohio (Sân bay quốc tế Cincinnati/Bắc Kentucky) 1981−2010, cực độ 1871−nay | Dữ liệu khí hậu của Cincinnati, Ohio (Sân bay quốc tế Cincinnati/Bắc Kentucky) 1981−2010, cực độ 1871−nay | Dữ liệu khí hậu của Cincinnati, Ohio (Sân bay quốc tế Cincinnati/Bắc Kentucky) 1981−2010, cực độ 1871−nay |
| Tháng | 1 | 2 | 3 | 4 | 5 | 6 | 7 | 8 | 9 | 10 | 11 | 12 | Năm |
| --- | --- | --- | --- | --- | --- | --- | --- | --- | --- | --- | --- | --- | --- |
| Cao kỉ lục °F (°C)                                                                                        | 77 (25)                                                                                                   | 76 (24)                                                                                                   | 88 (31)                                                                                                   | 90 (32)                                                                                                   | 95 (35)                                                                                                   | 102 (39)                                                                                                  | 108 (42)                                                                                                  | 103 (39)                                                                                                  | 102 (39)                                                                                                  | 91 (33)                                                                                                   | 81 (27)                                                                                                   | 75 (24)                                                                                                   | 108 (42)                                                                                                  |
| Trung bình ngày tối đa °F (°C)                                                                            | 38.7 (3.7)                                                                                                | 42.9 (6.1)                                                                                                | 53.2 (11.8)                                                                                               | 64.7 (18.2)                                                                                               | 73.7 (23.2)                                                                                               | 82.1 (27.8)                                                                                               | 85.6 (29.8)                                                                                               | 84.9 (29.4)                                                                                               | 78.1 (25.6)                                                                                               | 66.2 (19.0)                                                                                               | 54.0 (12.2)                                                                                               | 41.6 (5.3)                                                                                                | 63.9 (17.7)                                                                                               |
| Tối thiểu trung bình ngày °F (°C)                                                                         | 23.0 (−5)                                                                                                 | 26.0 (−3.3)                                                                                               | 34.0 (1.1)                                                                                                | 43.7 (6.5)                                                                                                | 53.2 (11.8)                                                                                               | 62.0 (16.7)                                                                                               | 66.1 (18.9)                                                                                               | 64.8 (18.2)                                                                                               | 57.0 (13.9)                                                                                               | 45.5 (7.5)                                                                                                | 36.2 (2.3)                                                                                                | 26.6 (−3.0)                                                                                               | 44.9 (7.2)                                                                                                |
| Thấp kỉ lục °F (°C)                                                                                       | −25 (−32)                                                                                                 | −17 (−27)                                                                                                 | −11 (−24)                                                                                                 | 15 (−9)                                                                                                   | 27 (−3)                                                                                                   | 39 (4) | 47 (8) | 43 (6) | 31 (−1)                                                                                                   | 16 (−9)                                                                                                   | 0 (−18)                                                                                                   | −20 (−29)                                                                                                 | −25 (−32)                                                                                                 |
| Lượng Giáng thủy trung bình inches (mm)                                                                   | 3.00 (76)                                                                                                 | 2.81 (71)                                                                                                 | 3.96 (101)                                                                                                | 3.89 (99)                                                                                                 | 4.93 (125)                                                                                                | 4.03 (102)                                                                                                | 3.76 (96)                                                                                                 | 3.41 (87)                                                                                                 | 2.63 (67)                                                                                                 | 3.30 (84)                                                                                                 | 3.43 (87)                                                                                                 | 3.37 (86)                                                                                                 | 42.52 (1.080)                                                                                             |
| Lượng tuyết rơi trung bình inches (cm)                                                                    | 6.5 (17)                                                                                                  | 6.5 (17)                                                                                                  | 3.0 (7.6)                                                                                                 | 0.5 (1.3)                                                                                                 | trace | 0.0 (0.0)                                                                                                 | 0.0 (0.0)                                                                                                 | 0.0 (0.0)                                                                                                 | 0.0 (0.0)                                                                                                 | 0.4 (1.0)                                                                                                 | 0.4 (1.0)                                                                                                 | 4.8 (12)                                                                                                  | 22.1 (56)                                                                                                 |
| Số ngày giáng thủy trung bình (≥ 0.01 in)                                                                 | 12.4 | 11.6 | 12.5 | 12.7 | 12.8 | 11.5 | 10.6 | 9.1 | 7.7 | 8.4 | 10.6 | 12.5 | 132.4 |
| Số ngày tuyết rơi trung bình (≥ 0.1 in)                                                                   | 6.5 | 5.4 | 2.4 | 0.6 | 0.1 | 0.0 | 0.0 | 0.0 | 0.0 | 0.1 | 0.8 | 4.9 | 20.8 |
| Độ ẩm tương đối trung bình (%)                                                                            | 72.2 | 70.1 | 67.0 | 62.6 | 66.9 | 69.2 | 71.5 | 72.3 | 72.7 | 69.2 | 71.0 | 73.8 | 69.9 |
| Số giờ nắng trung bình tháng                                                                              | 120.8 | 128.4 | 170.1 | 211.0 | 249.9 | 275.5 | 277.0 | 261.5 | 234.4 | 188.8 | 118.7 | 99.3 | 2.335,4                                                                                                   |
| Phần trăm nắng có thể                                                                                     | 40 | 43 | 46 | 53 | 56 | 62 | 61 | 62 | 63 | 55 | 39 | 34 | 52 |
| Nguồn: NOAA (độ ẩm, nắng 1961−1990)                                                                       | | | | | | | | | | | | | |

## Lịch sử
Cincinnati được thành lập năm 1788 bởi John Cleves Symmes và Đại tá Robert Patterson. Thanh tra viên John Filson (cũng là tác giả của The Adventures of Colonel Daniel Boone) đặt tên thành phố là Losantiville bắt nguồn từ bốn từ, mỗi cái trong ngôn ngữ khác, có nghĩa là "Thành phố đối diện với cửa sông Licking". "Ville" là tiếng Pháp của "thành phố", "anti" là tiếng Hy Lạp của "đối diện", "os" là tiếng Latinh của "miệng" (tức là "cửa sông"), và chữ "L" là phần duy nhất của "sông Licking" được bao gồm.
Vào năm 1790, Arthur St. Clair, thống đốc của Lãnh thổ Tây Bắc, đổi tên của vùng thành "Cincinnati" để kỷ niệm Hội Cincinnati, tổ chức có ông là tổng thống. Hội đó kỷ niệm Tướng George Washington, được coi như Cincinnatus ngày nay – Cincinnatus là tướng La Mã bảo vệ thành phố ông và sau đó bỏ chính trị và trở về nhà trại ông. Ngày nay, Cincinnati nói riêng, và Ohio nói chung, có rất nhiều con cháu của lính Cách mạng được chính phủ cho đất ở tiểu bang này.
Vào năm 1802, Cincinnati được chính quyền tăng cấp thành làng dựa theo hiến chương, và thị trưởng đầu tiên là David Ziegler (1748–1811), một chiến sĩ Nội chiến sinh ở Heidelberg, Đức. Năm 1819, nó được trở thành thành phố. Do tàu hơi nước bắt đầu qua lại trên sông Ohio năm 1811 và Kênh Miami và Erie được xây xong giúp thành phố mở mang, có 115.000 dân cư vào năm 1850.
Kênh Miami và Erie được bắt đầu xây ngày 21 tháng 7 năm 1825, và nước được trệch qua lòng kênh vào năm 1827. Mới đầu nó được gọi là Kênh Miami, chỉ đến nguồn ở sông Miami nhỏ. Kênh này mới đầu nối Cincinnati với Middleton năm 1827, và vào năm 1840 nó tới Toledo.
Đường sắt cũng tới Cincinnati vào thời đó. Năm 1880, Cincinnati trở thành thành phố đầu tiên xây và làm chủ một đường sắt lớn, Đường sắt Cincinnati, New Orleans, và Texas Pacific. Năm 1836, Công ty Đường sắt Miami nhỏ được quyền mở cửa. Họ bắt đầu xây đường sát ngay sau đó, có mục đích nối Cincinnati với Đường sắt Sông Mad và Hồ Erie, để nối thành phố này với cảng ở vịnh Sandusky.
Ngày 1 tháng 4 năm 1853, Sở cứu hỏa Cincinnati trở thành sở cứu hỏa đầu tiên thuê người chữa cháy cả ngày, và sở đầu tiên sử dụng xe hơi chữa cháy.

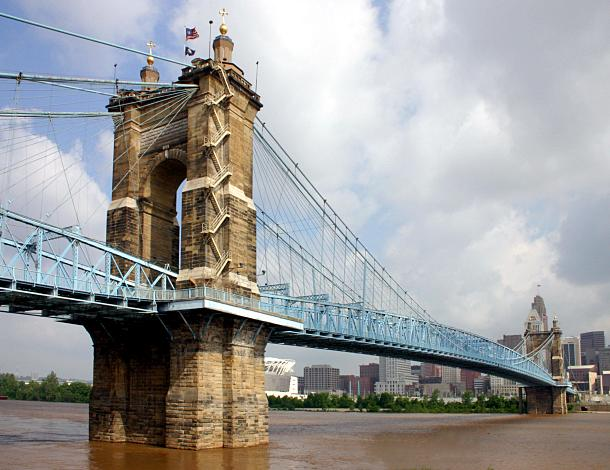
Cầu Roebling kéo dài 322 mét (1.057 foot); cho đến năm 1883, nó là cầu treo dài nhất trên thế giới.

Sau năm sau, vào năm 1859, Cincinnati xây sáu đường xe điện để cho dân thành phố có thể chạy đi chạy lại tiện hơn. Năm 1866, Cầu treo John A. Roebling được xây qua sông Ohio. Hồi đó nó là cầu treo dài nhất trên thế giới; John A. Roebling sử dụng thiết kê của nó để xây Cầu Brooklyn 17 năm sau. Vào năm 1872, người Cincinnati có thể chạy bằng xe điện ở trong thành phố rồi đi xe lửa tới những thị trấn trung quanh ở trên đồi. Công ty Mặt nghiêng Cincinnati (Cincinnati Inclined Plane Company) bắt đầu chở khách đến trên núi Auburn năm đó.
Đội Cincinnati Red Stockings ("Vớ đỏ Cincinnati"), sau đó được gọi Cincinnati Reds, cũng bắt đầu vào thế kỷ 19. Năm 1868, có hội họp ở phòng luật sư Tilden, Sherman, và Moulton để làm đội bóng chày của Cincinnati trở thành đội chuyên nghiệp; nó trở thành đội chuyên nghiệp đầu tiên trong nước khi được tổ chức chính thức năm sau.
Năm 1879, Procter & Gamble, một trong những hãng xà bông lớn nhất ở Cincinnati, bắt đầu bán xà bông Ivory Soap. Nhiều người thích nó vì nó nổi trên nước. Sau khi nhà máy đầu tiên bị cháy, Procter & Gamble qua nhà máy mới dọc nhánh sông Mill Creek và bắt đầu sản xuất xà bông lại; từ từ, vùng đó lấy tên Ivorydale.
Năm 1902, nhà chọc trời bằng bê tông cốt thép đầu tiên trên thế giới, Tòa nhà Ingalls, được xây dựng ở Cincinnati. Năm 1905, "Các con trai của Daniel Boone" (The Sons of Daniel Boone) được thành lập ở Cincinnati; nó sẽ trở thành một phần đầu tiên của tổ chức hướng đạo sinh Boy Scouts of America.
Procter & Gamble tạo ra loại chương trình "soap opera" (kịch xà bông) khi họ giúp sản xuất chương trình radio Ma Perkins (Bà Perkins) năm 1933. Cho đến 1939, đài radio AM của Cincinnati, WLW, thí nghiệm về phát thanh; trong thời đó, nó trở thành đài đầu tiên phát thanh với điện lực tới 500.000 watt. Năm 1943, hãng thâu King Records và công ty phụ Queen Records được thành lập và thâu những ca sĩ mà tương lai có ảnh hưởng đến nhạc country, R&B, và rock. WCET-TV là đài truyền hình công cộng đầu tiên được quyền truyền hình, sau khi nó được thành lập năm 1954.
Vào tháng 5 năm 2001, Cincinnati bị náo loạn chủng tộc vài ngày sau khi cảnh sát người da trắng theo đuổi một người da đen 19 tuổi về những tội nhẹ và bắn anh chết. Thị trưởng Charlie Luken phải ra lệnh giới nghiêm toàn thành phố, lần đầu tiên sau những năm 1960. Tuy cuộc náo loạn chỉ kéo dài vài ngày, sau đó nhiều tổ chức tẩy chay các việc thương mại tại thành phố, làm Cincinnati mất hơn 10 triệu đô la.

## Dân số
Theo Thống kê Dan số năm 2000, Cincinnati có dân số 331.285, có nghĩa Cincinnati là thành phố lớn thứ ba của Ohio, đằng sau Columbus và Cleveland. Tuy nhiên, nó có khu vực đô thị lớn hơn nhiều, bao gồm phần của Ohio, Kentucky, và Indiana. Khu vực thống kê tổng hợp Cincinnati-Middletown-Wilmington có dân số là 2.050.175 người và là khu vực thống kê tổng hợp lớn thứ 18 trong nước. Đại Cincinnati (Greater Cincinnati) là khu vực đô thị lớn thứ hai ở Ohio, chỉ thua Cleveland. Dân số miền Cincinnati đã lên 4,7% từ năm 2000, và sẽ vượt qua khu vực đô thị Cleveland vào năm 2007, theo Thống kê Dân số.
Dân số lịch sử
* Dân số ước lượng năm 2005.

Nguồn: Cục Thống kê Dân số Hoa Kỳ

## Kinh tế
Cincinnati có nhiều công ty nổi tiếng như là Procter & Gamble, Kroger, GE Infrastructure, Federated Department Stores (chủ Macy's, Bloomingdale's, và Lord & Taylor), Chiquita Brands International, Công ty Bảo hiểm Great American, Công ty E. W. Scripps, Công ty U.S. Playing Card, và Fifth Third Bank.

## Xã hội

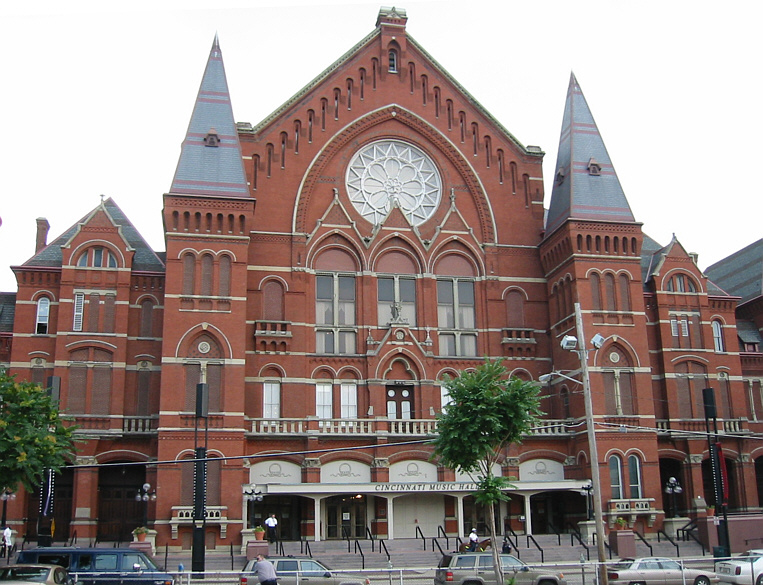
Hội trường Âm nhạc Cincinnati

### Chính phủ và chính trị
Chính phủ được quản lý bởi hội đồng thành phố có chín hội viên được bầu toàn thành phố (at-large). Trước năm 1924, hội đồng được bầu theo hệ thống khu vực bầu cử (ward). Hệ thống này hay bị tham nhũng, và Cincinnati bị cai trị bởi bộ máy chính trị Cộng hòa của Ông trùm Cox (Boss Cox) từ thập kỷ 1880 cho đến thập kỷ 1920, chỉ có vài lúc nghỉ. Phong trào cải cách bắt đầu vào năm 1923, được hương dẫn bởi một người Cộng hòa khác, Murray Seasongood. Seasongood cuối cùng thành lập Ủy ban Hiến chương, nay là đảng Hiến chương, nó sử dụng cuộc trưng cầu dân ý vào năm 1924 để xóa bỏ hệ thống ward và thay nó bằng hệ thống bầu cử toàn thành phố hiện có; nó cũng bắt đầu mô hình chính phủ quản đốc (city manager). Từ 1924 đến 1957, hội đồng được chọn theo mô hình tiêu biểu cân đối. Bắt đầu từ năm 1957, mỗi ứng củ viên vận động cho một bầu cử và chín người được nhiều lá phiếu nhất được bầu ("hệ thống 9-X"). Thị trưởng được chọn bởi hội đồng. Năm 1977, Jerry Springer được làm thị trưởng một năm. (Sau đó, ông nổi tiếng vì dẫn chương trình thảo luận hay gây tranh luận.) Bắt đầu từ năm 1987, người được nhiều lá phiếu nhất tự động được làm thị trưởng. Từ năm 1999, thị trưởng được chọn trong cuộc bầu cử riêng và vai trò của quản đốc thành phố bị giảm; những cải cách này được gọi là hệ thống "thị trưởng mạnh". Chính trị ở Cincinnati bao gồm đảng Hiến chương, đảng có lịch sử thắng cử địa phương dài thứ ba trong nước.

### Quan hệ chủng tộc
Ngày xưa, Cincinnati nằm trên biên giới giữa các tiêu bang nhận hệ thống nô lệ, như là Kentucky, và các tiểu bang "tự do" trước và trong Nội chiến. Vào những năm trước Nội chiến, Cincinnati và các vùng chung quanh có vai trò lớn trong Phong trào Bãi nô. Vùng này là một phần của Tuyến hỏa xa ngầm (Underground Railroad) và là nơi ở của nhà văn Harriet Beecher Stowe. Các nhân vật trong cuốn sách Túp lều bác Tôm phỏng theo những nô lệ trốn ở vùng này. Levi Coffin làm vùng Cincinnati là trung tâm của những vận động bãi nô vào năm 1847. Ngày nay, viện bảo tàng Trung tâm Tự do Tuyến hỏa xa ngầm Quốc gia (National Underground Railroad Freedom Center) kỷ niệm thời này. Cincinnati bị nhiều vụ bạo lực do chủng tộc, cả trước và sau Nội chiến; vụ lớn nhất là cuộc náo loạn năm 2001.

### Thể thao
Thành phố này có vài đội thể thao thuộc liên đoàn quốc gia, bao gồm đội bóng chày Reds và đội bóng bầu dục Bengals, và cũng đăng cai cuộc đấu quần vợt quốc tế Cincinnati Masters & Women's Open.

## Thành phố thân hữu
Cincinnati có 9 thành phố thân hữu.
| - - Munich, Đức - - Mysore, Ấn Độ - - Liễu Châu, Quảng Tây, Trung Quốc - - Gifu (thành phố), Nhật Bản - - Netanya, Israel | - - Nancy, Pháp - - Tân Bắc, Taiwan - - Kharkiv, Ukraina - - Harare, Zimbabwe |